# Ravansur (Verwaltungsbezirk)
Ravansur (persisch شهرستان روانسر) ist ein Schahrestan in der Provinz Kermānschāh im Iran. Er enthält die Stadt Ravansur, welche die Hauptstadt des Verwaltungsbezirks ist.

## Demografie
Bei der Volkszählung 2016 betrug die Einwohnerzahl des Schahrestan 47.657. Die Alphabetisierung lag bei 81 Prozent der Bevölkerung. Knapp 59 Prozent der Bevölkerung lebten in urbanen Regionen.
| Zensusjahr | Einwohnerzahl |
| ---------- | ------------- |
| 2011       | 46.395        |
| 2016       | 47.657        |